# Streaky Bay
Streaky Bay (1 059 habitants) est une localité de l'État d'Australie-Méridionale, en Australie. Elle est située sur la côte sud du continent, au nord-ouest de le péninsule d'Eyre, à 727 kilomètres d'Adélaïde.